# 塚田誉
塚田 誉（つかた ほまれ、1963年（昭和38年）9月25日 - ）は、石川県を拠点に活躍する日本のフリーアナウンサー。

## 来歴・人物
石川県加賀市出身。父親は山中塗の蒔絵師。加賀市立山代小学校、加賀市立山代中学校、石川県立小松高等学校を経て上智大学文学部心理学科を卒業後、1986年テレビ宮崎にアナウンサーとして入社。1990年2月、開局準備中だった地元のテレビ金沢に入社。
2007年4月から土曜夕方の情報番組『Smile!』で冠コーナーとなる「誉のドコ行く?」がスタート。同番組終了後は平日夕方の『となりのテレ金ちゃん』『花のテレ金ちゃん』に引き継がれ、現在も放送されている（後述）。
2016年1月に交通事故により両足を骨折。入院やリハビリのため出演を休止していたが、2017年6月に復帰。一時期はアナウンス部長も務めていた。
2023年9月末をもって1990年の開局時から務めてきたテレビ金沢を定年退職。同年10月以降もフリーアナウンサーとして継続となる「誉のドコ行く?」で引き続き『テレ金ちゃん』に出演していた。番組の放送、制作のない日には加賀市内にある父親の工房を改装したギャラリー兼喫茶店を営んでいる。

## 誉のドコ行く?
2007年4月に放送開始した塚田の冠企画。開始当初は土曜夕方の情報番組『Smile!』で放送されていたが、同番組終了後の2009年7月からは後継番組となる平日夕方の情報番組『となりのテレ金ちゃん』『花のテレ金ちゃん』で放送されている。
塚田が番組スタッフとともに石川県内を珠洲市から北から順に巡り、各地域の住民と触れ合う企画となっている。
また、この企画とのタイアップで2009年から2016年まで毎年6月・7月に北陸地方のサークルKサンクスでタイアップ弁当が発売されていた。
前述の定年退職後も引き続き放送されており、2025年3月27日の放送で一旦ゴールを迎えた。同年3月31日以降は同タイトルで塚田が県内で行ったことがない町に行くコーナーになっている。

## 現在の担当番組
- となりのテレ金ちゃん

2016年1月までは全曜日でMCを務めていたが、同年1月 - 2017年5月は前述の交通事故のため出演休止。復帰後は2023年9月の定年退職まで一部曜日でMCまたは中継を担当していた。2025年3月まで「誉のドコ行く?」担当。

## 過去の担当番組

### テレビ宮崎
- さんさんサタデー（リポーター(ごはんマン)）
- 宮崎県東芝会（数店舗の静止画CMのナレーション）
- トークシャワー（1989年4月‐1990年1月、テレビ宮崎担当の全国中継。司会は当時フジテレビアナウンサーの長野智子）
- FNSスーパースペシャルテレビ夢列島（1989年、テレビ宮崎からの生中継担当）

### テレビ金沢
- NNN朝のニュース（テレビ金沢開局の報道 1990.4.1）
- ズームイン!!朝!（石川県担当、初代で1993年3月頃まで）
- テレビ金沢昼Nワイド（1994年4月-1995年3月）
- テレビ金沢ニュースプラス1（メインキャスター、1995年4月-1996年3月、2004年10月4日-2005年9月30日）
- 2時間ワイドじゃんけんぽん（1996年4月1日-2004年9月）
- びービーみつばち（ニュース担当、2005年10月3日-2009年7月3日）
- Smile!
- 石川まるごと探検隊
- 北國新聞ニュース
- テレビ金沢ニュース
- 花のテレ金ちゃん - 「誉のドコ行く?」担当。一時期はMCまたは中継を担当していた。